# リンディ・ブース
リンディ・ブース（Lindy Booth、1979年4月2日 - ）は、カナダ・オンタリオ州オークビル出身の女優。現在はロサンゼルス在住。身長170cm。

## 来歴
地元のT.A.ブレークロック高校を卒業後、1998年にデビュー。
同年には日本未放送ながらテレビシリーズ『Eerie, Indiana: The Other Dimension』のキャリー・テイラー役でレギュラー出演を果たす。さらに99年から始まった『レリック・ハンター 〜秘宝を探せ〜』のクローディア役と『GO! GO! ジェット』のライリー役の2本のテレビシリーズでレギュラー出演。『GO! GO! ジェット』のテレビ映画版である2001年製作の『Jett Jackson: The Movie』でも同役で出演。他、2007年から2008年まで放送されたテレビシリーズ『ホームタウン 〜僕らの再会〜』でもエミリー（ピザガール）役でレギュラー出演している。
テレビシリーズのゲスト出演やテレビ映画への出演も多く、2001年製作のジュディ・ガーランドの生涯を描いたテレビ映画『ジュディ･ガーランド物語』ではラナ・ターナーを演じる。
映画では『ゾンビ』のリメイクである2004年の『ドーン・オブ・ザ・デッド』で父親を亡くした少女ニコール役で知られ、共演したケヴィン・ゼガーズとは前年のホラー映画『クライモリ』でもカップルとなる役どころを演じている。

## フィルモグラフィ

### 映画
| 製作年 | 邦題 原題                                                          | 役名               | 備考                                                                             |
| ------ | ------------------------------------------------------------------ | ------------------ | -------------------------------------------------------------------------------- |
| 1999   | デトロイト･ロック･シティ Detroit Rock City                         |                    |                                                                                  |
| 1999   | 正義と真実 Strange Justice                                         | マーガレット       | テレビ映画。WOWOWでの放映タイトルは『セクシャル・ハラスメント/疑惑の最高裁判事』 |
| 2001   | ジュディ・ガーランド物語 Life with Judy Garland: Me and My Shadows | ラナ・ターナー     | テレビ映画。BS2で放映                                                            |
| 2002   | ザ・スカルズII/髑髏の紋章 The Skulls II                            | ケリー             | オリジナルビデオ                                                                 |
| 2002   | アメリカン・サイコ2 American Psycho II: All American Girl          | カランドラ         | オリジナルビデオ                                                                 |
| 2003   | クライモリ Wrong Turn                                              | フランシーヌ       |                                                                                  |
| 2004   | ドーン・オブ・ザ・デッド Dawn of the Dead                          | ニコール           |                                                                                  |
| 2005   | スティクス 〜冥界の扉〜 Lucid                                      | ソフィー           |                                                                                  |
| 2005   | クライ・ウルフ 殺人ゲーム Cry Wolf                                 | ドジャー           |                                                                                  |
| 2005   | 壊滅暴風圏II/カテゴリー7 Category 7: The End of the World          | ブリジット         | テレビ映画                                                                       |
| 2005   | 13年越しのハッピー・クリスマス!? Christmas in Boston               | エレン             | テレビ映画                                                                       |
| 2007   | プロフェッサー Nobel Son                                           | ベス・チャップマン |                                                                                  |
| 2008   | トラブル・イン・ハリウッド What Just Happened                      | 接客係             |                                                                                  |
| 2013   | キック・アス/ジャスティス・フォーエバー Kick-Ass 2                 | ナイト・ビッチ     |                                                                                  |

### テレビシリーズ
| 放映年    | 邦題 原題                                                                 | 役名                       | 備考                |
| --------- | ------------------------------------------------------------------------- | -------------------------- | ------------------- |
| 1998      | Eerie, Indiana: The Other Dimension                                       | キャリー・テイラー         | 日本未放送          |
| 1999-2001 | GO! GO! ジェット The Famous Jett Jackson                                  | ライリー                   |                     |
| 1999-2001 | レリックハンター 〜秘宝を探せ〜 Relic Hunter                              | クローディア               |                     |
| 1999      | PSI FACTOR 超常現象特捜隊 PSI Factor: Chronicles of the Paranormal        |                            | ゲスト出演          |
| 2002-2003 | オデッセイファイブ Odyssey 5                                              |                            | 7エピソードに出演   |
| 2005      | 4400 未知からの生還者 The 4400                                            | リヴ                       | ゲスト出演          |
| 2006      | CSI:ニューヨーク CSI: NY                                                  | テス・ラーソン             | ゲスト出演          |
| 2006      | ゴースト 〜天国からのささやき Ghost Whisperer                             | ラニー                     | ゲスト出演（S2 #7） |
| 2007-2008 | ホームタウン 〜僕らの再会〜 October Road                                  | エミリー(ピザガール)       |                     |
| 2008      | コールドケース 迷宮事件簿 Cold Case                                       | グロリア・フラッグストーン | ゲスト出演          |
| 2014-2018 | ライブラリアンズ The Librarians                                           | カサンドラ・キリアン       | メイン              |
| 2022      | スタートレック:ストレンジ・ニュー・ワールド Star Trek: Strange New Worlds | アローラ                   | ゲスト出演（S1 #6） |